# Vitesse individuelle masculine aux Jeux olympiques d'été de 2008
Navigation
Athènes 2004 Londres 2012
La vitesse individuelle masculine, épreuve de cyclisme sur piste des Jeux olympiques d'été de 2008, a lieu le 19 août 2008 sur le Vélodrome de Laoshan de Pékin. La course est remportée par le coureur britannique Chris Hoy.

## Qualification
À l'issue des 200 mètres contre-la-montre, le 18 meilleurs temps sont qualifiés,
| Rang | Cycliste           | Pays               | Temps      | Vitesse moyenne (km/h) |
| ---- | ------------------ | ------------------ | ---------- | ---------------------- |
| 1    | Chris Hoy          | Grande-Bretagne    | 9 s 815 OR | 73,357                 |
| 2    | Jason Kenny        | Grande-Bretagne    | 9 s 857    | 73,044                 |
| 3    | Stefan Nimke       | Allemagne          | 10 s 064   | 71,542                 |
| 4    | Kévin Sireau       | France             | 10 s 098   | 71,301                 |
| 5    | Mickaël Bourgain   | France             | 10 s 123   | 71,125                 |
| 6    | Maximilian Levy    | Allemagne          | 10 s 199   | 70,595                 |
| 7    | Azizulhasni Awang  | Malaisie           | 10 s 272   | 70,093                 |
| 8    | Roberto Chiappa    | Italie             | 10 s 314   | 69,808                 |
| 9    | Theo Bos           | Pays-Bas           | 10 s 318   | 69,780                 |
| 10   | Mark French        | Australie          | 10 s 337   | 69,652                 |
| 11   | Kazunari Watanabe  | Japon              | 10 s 346   | 69,592                 |
| 12   | Ryan Bayley        | Australie          | 10 s 362   | 69,484                 |
| 13   | Teun Mulder        | Pays-Bas           | 10 s 373   | 69,410                 |
| 14   | Tsubasa Kitatsuru  | Japon              | 10 s 391   | 69,290                 |
| 15   | Michael Blatchford | États-Unis         | 10 s 470   | 68,767                 |
| 16   | Lei Zhang          | Chine              | 10 s 497   | 68,591                 |
| 17   | Łukasz Kwiatkowski | Pologne            | 10 s 504   | 68,545                 |
| 18   | Denis Dmitriev     | Russie             | 10 s 565   | 68,149                 |
| 19   | Adam Ptáčník       | République tchèque | 10 s 569   | 68,123                 |
| 20   | Vasileios Reppas   | Grèce              | 10 s 966   | 65,657                 |
| 21   | Daniel Novikov     | Estonie            | 11 s 187   | 64,360                 |

## Premier tour

### Tour principal
Les 18 qualifiés se rencontrent en tête-à-tête en fonction de leur temps de qualification. Le 1er contre le 18e, le 2e contre le 17e et ainsi de suite. La course se déroule sur trois tours de piste et le vainqueur de chaque match se qualifie pour le tour suivant. Le perdant va en repêchage.
| Cycliste       | Pays            | Temps  | Vitesse moyenne (km/h) |
| -------------- | --------------- | ------ | ---------------------- |
| Chris Hoy      | Grande-Bretagne | 10.607 | 67.879                 |
| Denis Dmitriev | Russie          |        |                        |

| Cycliste           | Pays            | Temps  | Vitesse moyenne (km/h) |
| ------------------ | --------------- | ------ | ---------------------- |
| Jason Kenny        | Grande-Bretagne | 10.672 | 67.466                 |
| Łukasz Kwiatkowski | Pologne         |        |                        |

| Cycliste     | Pays      | Temps  | Vitesse moyenne (km/h) |
| ------------ | --------- | ------ | ---------------------- |
| Stefan Nimke | Allemagne | 10.828 | 66.494                 |
| Lei Zhang    | Chine     |        |                        |

| Cycliste           | Pays       | Temps  | Vitesse moyenne (km/h) |
| ------------------ | ---------- | ------ | ---------------------- |
| Kévin Sireau       | France     | 10.742 | 67.026                 |
| Michael Blatchford | États-Unis |        |                        |

| Cycliste          | Pays   | Temps  | Vitesse moyenne (km/h) |
| ----------------- | ------ | ------ | ---------------------- |
| Mickaël Bourgain  | France | 10.562 | 68.168                 |
| Tsubasa Kitatsuru | Japon  |        |                        |

| Cycliste        | Pays      | Temps  | Vitesse moyenne (km/h) |
| --------------- | --------- | ------ | ---------------------- |
| Maximilian Levy | Allemagne | 10.840 | 66.420                 |
| Teun Mulder     | Pays-Bas  |        |                        |

| Cycliste          | Pays      | Temps  | Vitesse moyenne (km/h) |
| ----------------- | --------- | ------ | ---------------------- |
| Ryan Bayley       | Australie | 10.762 | 66.902                 |
| Azizulhasni Awang | Malaisie  |        |                        |

| Cycliste          | Pays   | Temps  | Vitesse moyenne (km/h) |
| ----------------- | ------ | ------ | ---------------------- |
| Roberto Chiappa   | Italie | 10.786 | 66.753                 |
| Kazunari Watanabe | Japon  |        |                        |

Match 9
| Cycliste    | Pays      | Temps  | Vitesse moyenne (km/h) |
| ----------- | --------- | ------ | ---------------------- |
| Theo Bos    | Pays-Bas  | 10.959 | 65.699                 |
| Mark French | Australie |        |                        |

### Repêchages du premier tour
Les 9 perdants du premier tour sont répartis en trois séries de trois coureurs. La course se déroule sur trois tours de piste et le vainqueur de chaque match se qualifie pour le tour suivant. Les perdants sont éliminés et classés de la 13e à la 18e place selon leur temps de qualification.
| Cycliste       | Pays      | Temps  | Vitesse moyenne (km/h) |
| -------------- | --------- | ------ | ---------------------- |
| Teun Mulder    | Pays-Bas  | 10.889 | 66.121                 |
| Mark French    | Australie |        |                        |
| Denis Dmitriev | Russie    |        |                        |

| Cycliste           | Pays     | Temps  | Vitesse moyenne (km/h) |
| ------------------ | -------- | ------ | ---------------------- |
| Azizulhasni Awang  | Malaisie | 10.959 | 65.699                 |
| Tsubasa Kitatsuru  | Japon    |        |                        |
| Łukasz Kwiatkowski | Pologne  |        |                        |

| Cycliste           | Pays       | Temps  | Vitesse moyenne (km/h) |
| ------------------ | ---------- | ------ | ---------------------- |
| Kazunari Watanabe  | Japon      | 10.965 | 65.663                 |
| Michael Blatchford | États-Unis |        |                        |
| Lei Zhang          | Chine      |        |                        |

## Deuxième tour

### Tour principal
Les 12 coureurs restant se rencontrent en tête-à-tête. La course se déroule sur trois tours de piste et le vainqueur de chaque match se qualifie pour le tour suivant. Le perdant va en repêchage.
| Cycliste          | Pays            | Temps  | Vitesse moyenne (km/h) |
| ----------------- | --------------- | ------ | ---------------------- |
| Chris Hoy         | Grande-Bretagne | 10.636 | 67.694                 |
| Kazunari Watanabe | Japon           |        |                        |

| Cycliste          | Pays            | Temps  | Vitesse moyenne (km/h) |
| ----------------- | --------------- | ------ | ---------------------- |
| Jason Kenny       | Grande-Bretagne | 10.531 | 68.369                 |
| Azizulhasni Awang | Malaisie        |        |                        |

| Cycliste     | Pays      | Temps  | Vitesse moyenne (km/h) |
| ------------ | --------- | ------ | ---------------------- |
| Teun Mulder  | Pays-Bas  | 10.888 | 66.127                 |
| Stefan Nimke | Allemagne |        |                        |

| Cycliste     | Pays     | Temps  | Vitesse moyenne (km/h) |
| ------------ | -------- | ------ | ---------------------- |
| Theo Bos     | Pays-Bas | 10.777 | 66.808                 |
| Kévin Sireau | France   |        |                        |

| Cycliste         | Pays   | Temps  | Vitesse moyenne (km/h) |
| ---------------- | ------ | ------ | ---------------------- |
| Mickaël Bourgain | France | 10.734 | 67.706                 |
| Roberto Chiappa  | Italie |        |                        |

| Cycliste        | Pays      | Temps  | Vitesse moyenne (km/h) |
| --------------- | --------- | ------ | ---------------------- |
| Maximilian Levy | Allemagne | 10.763 | 66.895                 |
| Ryan Bayley     | Australie |        |                        |

### Repêchages du deuxième tour
Les 6 perdants du deuxième tour sont répartis en deux séries de trois coureurs. La course se déroule sur trois tours de piste et le vainqueur de chaque match se qualifie pour le tour suivant. Les perdants participent à une course pour les places de 9 à 12.
| Cycliste          | Pays      | Temps  | Vitesse moyenne (km/h) |
| ----------------- | --------- | ------ | ---------------------- |
| Kévin Sireau      | France    | 10.570 | 68.117                 |
| Kazunari Watanabe | Japon     |        |                        |
| Ryan Bayley       | Australie |        |                        |

| Cycliste          | Pays      | Temps  | Vitesse moyenne (km/h) |
| ----------------- | --------- | ------ | ---------------------- |
| Azizulhasni Awang | Malaisie  | 11.010 | 65.395                 |
| Stefan Nimke      | Allemagne |        |                        |
| Roberto Chiappa   | Italie    |        |                        |

## Quarts de finale
Les 8 coureurs restant se rencontrent en tête-à-tête. Le vainqueur de chaque match au meilleur des trois manches se qualifie pour les demi-finales. Les éliminés s'affrontent pour les places 5 à 8.
| Cycliste          | Pays            | Temps (Manche 1) | Temps (Manche 2) |
| ----------------- | --------------- | ---------------- | ---------------- |
| Chris Hoy         | Grande-Bretagne | 10.820           | 10.302           |
| Azizulhasni Awang | Malaisie        |                  |                  |

| Cycliste     | Pays            | Temps (Manche 1) | Temps (Manche 2) |
| ------------ | --------------- | ---------------- | ---------------- |
| Jason Kenny  | Grande-Bretagne | 10.546           | 10.595           |
| Kévin Sireau | France          |                  |                  |

| Cycliste        | Pays      | Temps (Manche 1) | Temps (Manche 2) |
| --------------- | --------- | ---------------- | ---------------- |
| Maximilian Levy | Allemagne | 10.689           | 10.660           |
| Teun Mulder     | Pays-Bas  |                  |                  |

| Cycliste         | Pays     | Temps (Manche 1) | Temps (Manche 2) |
| ---------------- | -------- | ---------------- | ---------------- |
| Mickaël Bourgain | France   | 10.524           | 10.463           |
| Theo Bos         | Pays-Bas |                  |                  |

## Demi-finales
Les coureurs s'affrontent dans des duels au meilleur des trois manches. Les deux gagnants se qualifient pour la finale sans avoir besoin d'une troisième manche. Les deux éliminés s'affrontent pour la médaille de bronze.
| Cycliste         | Pays            | Temps (Manche 1) | Temps (Manche 2) |
| ---------------- | --------------- | ---------------- | ---------------- |
| Chris Hoy        | Grande-Bretagne | 10.260           | 10.358           |
| Mickaël Bourgain | France          |                  |                  |

| Cycliste        | Pays            | Temps (Manche 1) | Temps (Manche 2) |
| --------------- | --------------- | ---------------- | ---------------- |
| Jason Kenny     | Grande-Bretagne | 10.594           | 10.335           |
| Maximilian Levy | Allemagne       |                  |                  |

## Finales
Les coureurs s'affrontent pour la médaille de bronze au meilleur des trois manches.
Match pour la médaille de bronze
| Cycliste         | Pays      | Temps (Manche 1) | Temps (Manche 2) | Temps (Manche 3) | Rang |
| ---------------- | --------- | ---------------- | ---------------- | ---------------- | ---- |
| Mickaël Bourgain | France    | 11.047           |                  | 10.560           | 3    |
| Maximilian Levy  | Allemagne |                  | 10.666           |                  | 4    |

La finale se dispute au meilleur des trois manches. Chris Hoy remporte les deux premières et devient Champion olympique. Il succède à l'Australien Ryan Bayley.
Match pour la médaille d'or
| Cycliste    | Pays            | Temps (Manche 1) | Temps (Manche 2) | Rang |
| ----------- | --------------- | ---------------- | ---------------- | ---- |
| Chris Hoy   | Grande-Bretagne | 10.228           | 10.216           | 1    |
| Jason Kenny | Grande-Bretagne |                  |                  | 2    |

## Matchs de classement

### Match de classement 5-8
Les quatre éliminés des quarts de finale ont disputé une course, le gagnant prenant la cinquième place de l'épreuve et ainsi de suite.
Match de classement
| Cycliste          | Pays     | Temps  | Vitesse moyenne (km/h) | Rang |
| ----------------- | -------- | ------ | ---------------------- | ---- |
| Kévin Sireau      | France   | 10.719 | 67.170                 | 5    |
| Teun Mulder       | Pays-Bas |        |                        | 6    |
| Theo Bos          | Pays-Bas |        |                        | 7    |
| Azizulhasni Awang | Malaisie |        |                        | 8    |

### Match de classement 9-12
Pour déterminer le classement de la neuvième à la douzième place, les quatre éliminés des repêchages ont disputé une course, le gagnant prenant la neuvième place de l'épreuve et ainsi de suite.
Match de classement
| Cycliste          | Pays      | Temps  | Vitesse moyenne (km/h) | Rang |
| ----------------- | --------- | ------ | ---------------------- | ---- |
| Stefan Nimke      | Allemagne | 11.051 | 65.152                 | 9    |
| Roberto Chiappa   | Italie    |        |                        | 10   |
| Ryan Bayley       | Australie |        |                        | 11   |
| Kazunari Watanabe | Japon     |        |                        | 12   |

## Classement final complet
| Rang | Cycliste           | Pays               |
| ---- | ------------------ | ------------------ |
| 1    | Chris Hoy          | Grande-Bretagne    |
| 2    | Jason Kenny        | Grande-Bretagne    |
| 3    | Mickaël Bourgain   | France             |
| 4    | Maximilian Levy    | Allemagne          |
| 5    | Kévin Sireau       | France             |
| 6    | Teun Mulder        | Pays-Bas           |
| 7    | Theo Bos           | Pays-Bas           |
| 8    | Azizulhasni Awang  | Malaisie           |
| 9    | Stefan Nimke       | Allemagne          |
| 10   | Roberto Chiappa    | Italie             |
| 11   | Ryan Bayley        | Australie          |
| 12   | Kazunari Watanabe  | Japon              |
| 13   | Mark French        | Australie          |
| 14   | Tsubasa Kitatsuru  | Japon              |
| 15   | Michael Blatchford | États-Unis         |
| 16   | Lei Zhang          | Chine              |
| 17   | Łukasz Kwiatkowski | Pologne            |
| 18   | Denis Dmitriev     | Russie             |
| 19   | Adam Ptáčník       | République tchèque |
| 20   | Vasileios Reppas   | Grèce              |
| 21   | Daniel Novikov     | Estonie            |